# A lyga
A lyga (română Liga A) este cea mai importantă competiție din sistemul fotbalistic din Lituania. 

## Clasamentul UEFA
Coeficientul UEFA PE 2020
- 33  (33)  Nemzeti Bajnokság I
- 34  (43)  BGL Ligue
- 35  (41)  A Lyga
- 36  (44)  Prima Ligă Armeană
- 37  (42)  Virslīga
- 38  (36)  Kategoria Superiore

## Cluburile

#### Cluburile sezonului 2022
| Cluburile         | A lyga licență | UEFA licență |
| ----------------- | -------------- | ------------ |
| FK Sūduva         |                |              |
| FK Žalgiris       |                |              |
| FK Kauno Žalgiris |                |              |
| FK Panevėžys      |                |              |
| FC Hegelmann      |                |              |
| FK Riteriai       |                |              |
| FA Šiauliai       |                |              |
| FK Jonava         |                |              |
|                   |                |              |
| FK Banga          |                |              |
| FC Džiugas        |                |              |
|                   |                |              |
| DFK Dainava       |                |              |
| FK Nevėžis        |                |              |

#### Cluburile sezonului 2021
Cluburile sezonului 2021.
| Cluburile            | A lyga licență | UEFA licență |
| -------------------- | -------------- | ------------ |
| FK Sūduva            |                |              |
| FK Žalgiris          |                |              |
| FK Kauno Žalgiris    |                |              |
| FK Panevėžys         |                |              |
|                      |                |              |
| FK Riteriai          |                |              |
| FK Banga             |                |              |
| FC Džiugas           |                |              |
| FC Hegelmann Litauen |                |              |
| DFK Dainava          |                |              |
| FK Nevėžis           |                |              |

## Campioane

### Interbellum și al Doilea Război Mondial
După ce Lituania și-a câștigat independența în 1918, primul turneu de fotbal a avut loc în 1922.
| Sezon                                                          | Câștigător | Al doilea loc | Locul al treilea |
| -------------------------------------------------------------- | --- | --- | --- |
| Interbellum (Lituania independentă)                            | | | |
| 1922                                                           | LFLS Kaunas | LFLS Šančiai | LFLS-2 Kaunas |
| 1923                                                           | LFLS Kaunas | KSK Kaunas | Kovas Kaunas |
| 1924                                                           | Kovas Kaunas | Sportverein Klaipėda                                                                                                  | LFLS Kaunas / MTV Klaipėda                                                                                            |
| 1925                                                           | Kovas Kaunas | LFLS Šiauliai | Freya Klaipėda |
| 1926                                                           | Kovas Kaunas | KSS Klaipėda | LFLS Šiauliai |
| 1927                                                           | LFLS Kaunas | Sportverein Pagėgiai                                                                                                  | LFLS Šiauliai |
| 1928                                                           | KSS Klaipėda | LFLS Kaunas | LDS Šiauliai |
| 1929                                                           | KSS Klaipėda | LFLS Kaunas | KSK Kultus Kaunas / Freya Klaipėda                                                                                    |
| 1930                                                           | KSS Klaipėda | LFLS Kaunas | Sveikata Kybartai / Makabi Šiauliai                                                                                   |
| 1931                                                           | KSS Klaipėda | Kovas Kaunas | Freya Klaipėda |
| 1932                                                           | LFLS Kaunas | KSS Klaipėda | LGSF Kaunas |
| 1933                                                           | Kovas Kaunas | LFLS Kaunas | LGSF Kaunas |
| 1934                                                           | MSK Kaunas | LFLS Kaunas | LGSF Kaunas |
| 1935                                                           | Kovas Kaunas | KSS Klaipėda | Sakalas Šiauliai / Šaulys Ukmergė                                                                                     |
| 1936                                                           | Kovas Kaunas | LFLS Kaunas | LGSF Kaunas |
| 1937                                                           | KSS Klaipėda | Kovas Kaunas | LFLS Kaunas |
| 1937–38                                                        | KSS Klaipėda | LGSF Kaunas | Švyturys Klaipėda |
| 1938–39                                                        | LGSF Kaunas | Kovas Kaunas | KSS Telšiai |
| 1939–40                                                        | Competition abandoned                                                                                                 | Competition abandoned                                                                                                 | Competition abandoned                                                                                                 |
| Al Doilea Război Mondial (Prima ocupație sovietică și germană) | | | |
| 1941                                                           | Competiția nu s-a încheiat din cauza celui de-al Doilea Război Mondial (Spartakas Kaunas a avut cea mai bună clasare) | Competiția nu s-a încheiat din cauza celui de-al Doilea Război Mondial (Spartakas Kaunas a avut cea mai bună clasare) | Competiția nu s-a încheiat din cauza celui de-al Doilea Război Mondial (Spartakas Kaunas a avut cea mai bună clasare) |
| 1942                                                           | LFLS Kaunas | MSK Panevėžys | Gubernija Šiauliai / LFLS Vilnius                                                                                     |
| 1942–43                                                        | Tauras Kaunas | MSK Panevėžys | Gubernija Šiauliai / LGSF Vilnius                                                                                     |
| 1943–44                                                        | Competiția nu s-a încheiat din cauza celui de-al Doilea Război Mondial (Tauras Kaunas a avut cea mai bună clasare)    | Competiția nu s-a încheiat din cauza celui de-al Doilea Război Mondial (Tauras Kaunas a avut cea mai bună clasare)    | Competiția nu s-a încheiat din cauza celui de-al Doilea Război Mondial (Tauras Kaunas a avut cea mai bună clasare)    |

Notă: În sezoanele 1924–1930, 1935, 1942, 1942–1943 și 1945 nu a existat o ligă unificată, iar câștigătorii au fost hotărâți fie folosind un format de play-off, fie un singur joc între câștigătorii diviziilor separate.

#### Performanță pe cluburi
| Club          | Câștigător | Al doilea loc | Al treilea loc | Sezoane câștigătoare                  |
| ------------- | ---------- | ------------- | -------------- | ------------------------------------- |
| Kovas Kaunas  | 6          | 4             | 1              | 1924, 1925, 1926, 1933, 1935, 1936    |
| KSS Klaipėda  | 6          | 3             | 1              | 1928, 1929, 1930, 1931, 1937, 1937–38 |
| LFLS Kaunas   | 5          | 6             | 2              | 1922, 1923, 1927, 1932, 1942          |
| LGSF Kaunas   | 1          | 1             | 4              | 1938–39                               |
| MSK Kaunas    | 1          | –             | –              | 1934                                  |
| Tauras Kaunas | 1          | –             | –              | 1942–43                               |

Toți campionii din această perioadă sunt defuncți.

### Perioada postbelică și Campionatul SSR al Lituaniei
În timpul ocupației sovietice din Lituania, fiecare republică sovietică a organizat un campionat de fotbal separat. Cluburile puteau fie să participe la competiția republicii sovietice, fie la sistemul ligii de fotbal a Uniunii Sovietice.

#### Sezoane
| Sezon                                                      | Câștigător                 | Al doilea loc              | Locul al treilea                     | Cel mai bun marcator (Echipă) | Goluri |
| ---------------------------------------------------------- | -------------------------- | -------------------------- | ------------------------------------ | --- | ------ |
| 1945                                                       | Spartakas Kaunas           | Dinamo Vilnius             | Sodyba Klaipėda / Spartakas Šiauliai | ? |        |
| 1946                                                       | Dinamo Kaunas              | Spartakas Kaunas           | Lokomotyvas Panevėžys                | ? |        |
| 1947                                                       | Lokomotyvas Kaunas         | Spartakas Šiauliai         | Žalgiris Klaipėda                    | ? |        |
| 1948                                                       | Elnias Šiauliai            | Žalgiris Tauragė           | Spartakas Vilnius                    | ? |        |
| 1949                                                       | Elnias Šiauliai            | Inkaras Kaunas             | Vėliava Šiauliai                     | ? |        |
| 1950                                                       | Inkaras Kaunas             | Elnias Šiauliai            | Audra Klaipėda                       | ? |        |
| 1951                                                       | Inkaras Kaunas             | Elnias Šiauliai            | Audiniai Kaunas                      | ? |        |
| 1952                                                       | Karininkų Namai Vilnius    | Inkaras Kaunas             | Elnias Šiauliai                      | ? |        |
| 1953                                                       | Elnias Šiauliai            | Inkaras Kaunas             | Lima Kaunas                          | ? |        |
| 1954                                                       | Inkaras Kaunas             | Lima Kaunas                | Elnias Šiauliai                      | ? |        |
| 1955                                                       | Lima Kaunas                | Raudonasis Spalis Kaunas   | Elfa Vilnius                         | ? |        |
| 1956                                                       | Linų Audiniai Plungė       | Elnias Šiauliai            | MSK Panevėžys                        | Algimantas Lucinavičius (MSK Panevėžys) | 28     |
| 1957                                                       | Elnias Šiauliai            | Inkaras Kaunas             | Linų Audiniai Plungė                 | Petras Škėlovas (Raudonasis Spalis Kaunas) | 22     |
| 1958                                                       | Elnias Šiauliai            | Raudonoji Žvaigždė Vilnius | Spartakas Vilnius                    | Petras Škėlovas (Raudonasis Spalis Kaunas) | 11     |
| 1958–59                                                    | Raudonoji Žvaigždė Vilnius | KKI Kaunas                 | Elnias Šiauliai                      | ? |        |
| 1959–60                                                    | Elnias Šiauliai            | Raudonoji Žvaigždė Vilnius | Linų Audiniai Plungė                 | Raimondas Prikockis (Elnias Šiauliai) A. Stankevičius (Spartakas-2 Vilnius)                                                                                 | 15     |
| 1960–61                                                    | Elnias Šiauliai            | Baltija Klaipėda           | Inkaras Kaunas                       | Algimantas Lucinavičius (Laisvė Kretinga) | 22     |
| 1961–62                                                    | FK Atletas Kaunas          | Granitas Klaipėda          | Inkaras Kaunas                       | Romualdas Kazlauskas (MSK Panevėžys) | 22     |
| 1962–63                                                    | Statyba Panevėžys          | Politechnika Kaunas        | Inkaras Kaunas                       | Vytautas Juknys (Politechnika Kaunas) | 23     |
| 1964                                                       | Inkaras Kaunas             | Statyba Panevėžys          | FK Minija Kretinga                   | Petras Siniakovas (Inkaras Kaunas) | 26     |
| 1965                                                       | Inkaras Kaunas             | Saliutas Vilnius           | Statyba Panevėžys                    | Petras Siniakovas (Inkaras Kaunas) | 26     |
| 1966                                                       | Nevėžis Kėdainiai          | Statybininkas Šiauliai     | Saliutas Vilnius                     | Petras Siniakovas (Inkaras Kaunas) | 19     |
| 1967                                                       | Saliutas Vilnius           | Inkaras Kaunas             | Nevėžis Kėdainiai                    | S. Kuncevičius (Žalgiris Naujoji Vilnia) J. Mėlinauskas (Inkaras Kaunas) Kornelijus Skeivys (Statybininkas Šiauliai) Romas Skeivys (Statybininkas Šiauliai) | 13     |
| 1968                                                       | Statyba Panevėžys          | Nevėžis Kėdainiai          | Statybininkas Šiauliai               | Romas Jokubaitis (Statyba Panevėžys) | 18     |
| 1969                                                       | Statybininkas Šiauliai     | Nevėžis Kėdainiai          | Inkaras Kaunas                       | V. Paura (Nevėžis Kėdainiai) | 17     |
| 1970                                                       | FK Atletas Kaunas          | Politechnika Kaunas        | Nevėžis Kėdainiai                    | Vytautas Dirmeikis (FK Atletas Kaunas) | 20     |
| 1971                                                       | Pažanga Vilnius            | Atlantas Klaipėda          | Vienybė Ukmergė                      | R. Daunoravičius (Vienybė Ukmergė) E. Milius (FK Minija Kretinga)                                                                                           | 13     |
| 1972                                                       | Nevėžis Kėdainiai          | Pažanga Vilnius            | Dainava Alytus                       | R. Balčiūnas (Pažanga Vilnius) | 13     |
| 1973                                                       | Nevėžis Kėdainiai          | Atlantas Klaipėda          | Dainava Alytus                       | ? |        |
| 1974                                                       | Tauras Šiauliai            | Vienybė Ukmergė            | Atmosfera Mažeikiai                  | R. Daunoravičius (Vienybė Ukmergė) | 20     |
| 1975                                                       | Dainava Alytus             | Pažanga Vilnius            | Sūduva Kapsukas                      | Eugenijus Kurguznikovas (Sūduva Kapsukas) V. Ščerbakovas (Atletas Kaunas)                                                                                   | 17     |
| 1976                                                       | Atmosfera Mažeikiai        | Vienybė Ukmergė            | Pažanga Vilnius                      | ? |        |
| 1977                                                       | Statybininkas Šiauliai     | Kelininkas Kaunas          | Atmosfera Mažeikiai                  | R. Daunoravičius (Vienybė Ukmergė) Romas Šiaulys (Atmosfera Mažeikiai)                                                                                      | 15     |
| 1978                                                       | Atlantas Klaipėda          | Statybininkas Šiauliai     | Banga Kaunas                         | R. Nausėda (Atletas Kaunas) | 13     |
| 1979                                                       | Atmosfera Mažeikiai        | Kelininkas Kaunas          | Nevėžis Kėdainiai                    | ? |        |
| 1980                                                       | Atlantas Klaipėda          | Tauras Šiauliai            | Politechnika Kaunas                  | Edvardas Maliauskas (Atlantas Klaipėda) | 16     |
| 1981                                                       | Atlantas Klaipėda          | Kelininkas Kaunas          | Pažanga Vilnius                      | Vitalijus Stankevičius (Inkaras Kaunas) | 21     |
| 1982                                                       | Pažanga Vilnius            | Atlantas Klaipėda          | Tauras Šiauliai                      | Edvardas Maliauskas (Atlantas Klaipėda) | 17     |
| 1983                                                       | Pažanga Vilnius            | Atlantas Klaipėda          | Tauras Šiauliai                      | Rimantas Viktoravičius (Tauras Šiauliai) | 21     |
| 1984                                                       | Atlantas Klaipėda          | Ekranas Panevėžys          | SRT Vilnius                          | Jurijus Gordejevas (Atlantas Klaipėda) | 17     |
| 1985                                                       | Ekranas Panevėžys          | Atlantas Klaipėda          | SRT Vilnius                          | K. Valantiejus (SRT Vilnius) | 16     |
| 1986                                                       | Banga Kaunas               | Atlantas Klaipėda          | Ekranas Panevėžys                    | G. Anilionis (Banga Kaunas) | 17     |
| 1987                                                       | Tauras Tauragė             | SRT Vilnius                | Inkaras Kaunas                       | Jurijus Gordejevas (SRT Vilnius) | 23     |
| 1988                                                       | SRT Vilnius                | Inkaras Kaunas             | Ekranas Panevėžys                    | Remigijus Bubliauskas (Tauras Tauragė) Jurijus Gordejevas (SRT Vilnius) Saulius Vertelis (Atmosfera Mažeikiai)                                              | 20     |
| 1989                                                       | Banga Kaunas               | Ekranas Panevėžys          | Sirijus Klaipėda                     | A. Vertelis (Atmosfera Mažeikiai) | 17     |
| Transitional competitions in 1990 included "Baltic League" |                            |                            |                                      | |        |
| 1990                                                       | Sirijus Klaipėda           | Ekranas Panevėžys          | Žalgiris Vilnius                     | Dalius Bajorūnas (Tauras Šiauliai) | 22     |

Notă: cele mai mari și mai notabile cluburi, cum ar fi Žalgiris Vilnius, au jucat în Fotbalul Uniunii Sovietice Liga Premieră în loc de Diviziile SSR lituaniene.

#### Performanță după club
| Club                                                     | Câștigător | Al doilea loc | Al treilea loc | Sezoane câștigătoare                           |
| -------------------------------------------------------- | ---------- | ------------- | -------------- | ---------------------------------------------- |
| Elnias Šiauliai†                                         | 7          | 3             | 3              | 1948, 1949, 1953, 1957, 1958, 1959–60, 1960–61 |
| Inkaras Kaunas†                                          | 5          | 6             | 5              | 1950, 1951, 1954, 1964, 1965                   |
| Atlantas Klaipėda                                        | 4          | 7             | -              | 1978, 1980, 1981, 1984                         |
| Karininkų Namai / Raudonoji Žvaigždė / Saliutas Vilnius† | 3          | 3             | 1              | 1952, 1958–59, 1967                            |
| Nevėžis Kėdainiai                                        | 3          | 2             | 3              | 1966, 1972, 1973                               |
| Pažanga Vilnius†                                         | 3          | 2             | 2              | 1971, 1982, 1983                               |
| Statybininkas Šiauliai†                                  | 2          | 2             | 1              | 1969, 1977                                     |
| Statyba Panevėžys†                                       | 2          | 1             | 3              | 1962–63, 1968                                  |
| FK Atletas Kaunas†                                       | 2          | 1             | -              | 1961–62, 1970                                  |
| Atmosfera Mažeikiai†                                     | 2          | -             | 2              | 1976, 1979                                     |
| Banga Kaunas†                                            | 2          | -             | 1              | 1986, 1989                                     |
| Ekranas Panevėžys†                                       | 1          | 2             | 2              | 1985                                           |
| Tauras Šiauliai†                                         | 1          | 1             | 2              | 1974                                           |
| SRT Vilnius†                                             | 1          | 1             | 2              | 1988                                           |
| Lima Kaunas†                                             | 1          | 1             | 1              | 1955                                           |
| Spartakas Kaunas†                                        | 1          | 1             | -              | 1945                                           |
| Tauras Tauragė†                                          | 1          | 1             | -              | 1987                                           |
| Linų Audiniai Plungė                                     | 1          | -             | 2              | 1956                                           |
| Dainava Alytus                                           | 1          | -             | 2              | 1975                                           |
| Dinamo Kaunas†                                           | 1          | -             | -              | 1946                                           |
| Lokomotyvas Kaunas†                                      | 1          | -             | -              | 1947                                           |

Cluburile care joacă în prezent în A Lyga sunt scrise cu Bold. 

† - Cluburi defuncte.

### Independența recâștigată și A Lyga - prezent
Pe măsură ce Lituania și-a recâștigat independența în 1991, Federația Lituaniană de Fotbal (LFF) a fost reînființată, iar A Lyga a fost formată în același an. Diviziile sovietice de fotbal s-au dizolvat, iar echipele care au participat la ele au revenit la campionatul național al Lituaniei.

## Lista campionilor (1991–)

### Sezoane
| Season  | Winner                | Runner-up               | Third place           | Top scorer (Team)                                                                           | Goals |
| ------- | --------------------- | ----------------------- | --------------------- | ------------------------------------------------------------------------------------------- | ----- |
| 1991    | Žalgiris Vilnius      | Lietuvos Makabi Vilnius | Banga Kaunas          | Egidijus Meidus (Vilija Kaunas)                                                             | 13    |
| 1991–92 | Žalgiris Vilnius      | Panerys Vilnius         | Sirijus Klaipėda      | Remigijus Pocius (Granitas Klaipėda & Sakalas Šiauliai) Vaidotas Šlekys (Ekranas Panevėžys) | 14    |
| 1992–93 | Ekranas Panevėžys     | Žalgiris Vilnius        | Panerys Vilnius       | Vaidotas Šlekys (Ekranas Panevėžys)                                                         | 16    |
| 1993–94 | ROMAR                 | Žalgiris-EBSW Vilnius   | Ekranas Panevėžys     | Vaidotas Šlekys (Ekranas Panevėžys) Robertas Žalys (FBK Kaunas)                             | 16    |
| 1994–95 | Inkaras-Grifas Kaunas | Žalgiris-EBSW Vilnius   | ROMAR Mažeikiai       | Eimantas Poderis (Žalgiris Vilnius & Inkaras Kaunas)                                        | 24    |
| 1995–96 | Inkaras-Grifas Kaunas | Kareda-Sakalas Šiauliai | Žalgiris Vilnius      | Edgaras Jankauskas (Žalgiris Vilnius)                                                       | 25    |
| 1996–97 | Kareda Šiauliai       | Žalgiris Vilnius        | Inkaras-Grifas Kaunas | Remigijus Pocius (Kareda Šiauliai)                                                          | 14    |
| 1997–98 | Kareda Šiauliai       | Žalgiris Vilnius        | Ekranas Panevėžys     | Vidas Dančenka (Kareda Šiauliai)                                                            | 26    |
| 1998–99 | Žalgiris Vilnius      | Kareda Šiauliai         | FBK Kaunas            | Artūras Fomenka (Kareda Šiauliai)                                                           | 14    |
| 1999    | Žalgiris Kaunas       | Žalgiris Vilnius        | Atlantas Klaipėda     | Nerijus Vasiliauskas (Žalgiris Vilnius)                                                     | 10    |
| 2000    | FBK Kaunas            | Žalgiris Vilnius        | Atlantas Klaipėda     | Andrius Velička (FBK Kaunas)                                                                | 26    |
| 2001    | FBK Kaunas            | Atlantas Klaipėda       | Žalgiris Vilnius      | Remigijus Pocius (FBK Kaunas)                                                               | 22    |
| 2002    | FBK Kaunas            | Atlantas Klaipėda       | Ekranas Panevėžys     | Audrius Šlekys (FBK Kaunas)                                                                 | 19    |
| 2003    | FBK Kaunas            | Ekranas Panevėžys       | Vėtra Rūdiškės        | Ričardas Beniušis (Atlantas Klaipėda & FBK Kaunas)                                          | 16    |
| 2004    | FBK Kaunas            | Ekranas Panevėžys       | Atlantas Klaipėda     | Povilas Lukšys (Ekranas Panevėžys)                                                          | 19    |
| 2005    | Ekranas Panevėžys     | FBK Kaunas              | Sūduva Marijampolė    | Mantas Savėnas (Ekranas Panevėžys)                                                          | 27    |
| 2006    | FBK Kaunas            | Ekranas Panevėžys       | Vėtra Vilnius         | Serhiy Kuznetsov (Vėtra Vilnius)                                                            | 18    |
| 2007    | FBK Kaunas            | Sūduva Marijampolė      | Ekranas Panevėžys     | Povilas Lukšys (Ekranas Panevėžys)                                                          | 26    |
| 2008    | Ekranas Panevėžys     | FBK Kaunas              | Vėtra Vilnius         | Rafael Ledesma (FBK Kaunas)                                                                 | 14    |
| 2009    | Ekranas Panevėžys     | Vėtra Vilnius           | Sūduva Marijampolė    | Valdas Trakys (Ekranas Panevėžys)                                                           | 20    |
| 2010    | Ekranas Panevėžys     | Sūduva Marijampolė      | Žalgiris Vilnius      | Povilas Lukšys (Sūduva Marijampolė)                                                         | 16    |
| 2011    | Ekranas Panevėžys     | Žalgiris Vilnius        | Sūduva Marijampolė    | Deivydas Matulevičius (Žalgiris Vilnius)                                                    | 19    |
| 2012    | Ekranas Panevėžys     | Žalgiris Vilnius        | Sūduva Marijampolė    | Artūras Rimkevičius (Šiauliai)                                                              | 35    |
| 2013    | Žalgiris Vilnius      | Atlantas Klaipėda       | Ekranas Panevėžys     | Nerijus Valskis (Sūduva Marijampolė)                                                        | 27    |
| 2014    | Žalgiris Vilnius      | Kruoja Pakruojis        | Atlantas Klaipėda     | Niko Tokić (Šiauliai)                                                                       | 19    |
| 2015    | Žalgiris Vilnius      | Trakai                  | Atlantas Klaipėda     | Tomas Radzinevičius (Sūduva Marijampolė)                                                    | 28    |
| 2016    | Žalgiris Vilnius      | Trakai                  | Sūduva Marijampolė    | Andrija Kaluđerović (Žalgiris Vilnius)                                                      | 20    |
| 2017    | Sūduva Marijampolė    | Žalgiris Vilnius        | Trakai                | Darvydas Šernas (Žalgiris Vilnius)                                                          | 18    |
| 2018    | Sūduva Marijampolė    | Žalgiris Vilnius        | Trakai                | Liviu Antal (Žalgiris Vilnius)                                                              | 23    |
| 2019    | Sūduva Marijampolė    | Žalgiris Vilnius        | Riteriai              | Tomislav Kiš (Žalgiris Vilnius)                                                             | 27    |
| 2020    | Žalgiris Vilnius      | Sūduva Marijampolė      | Kauno Žalgiris        | Hugo Videmont (Žalgiris Vilnius)                                                            | 13    |
| 2021    | Žalgiris Vilnius      | Sūduva Marijampolė      | Kauno Žalgiris        | Hugo Videmont (Žalgiris Vilnius)                                                            | 17    |
| 2022    | Žalgiris Vilnius      | Kauno Žalgiris          | FK Panevėžys          | Renan Oliveira (Žalgiris Vilnius)                                                           | 17    |
| 2023    | FK Panevėžys          | Žalgiris Vilnius        | FA Šiauliai           | Mathias Oyewusi (Žalgiris Vilnius)                                                          | 19    |

### Performanță după club
| Club               | Câștigător | Al doilea loc | al treilea loc | Sezoane câștigătoare                                             |
| ------------------ | ---------- | ------------- | -------------- | ---------------------------------------------------------------- |
| Žalgiris Vilnius   | 10         | 13            | 4              | 1991, 1991–92, 1998–99, 2013, 2014, 2015, 2016, 2020, 2021, 2022 |
| FBK Kaunas†        | 8          | 2             | 2              | 1999, 2000, 2001, 2002, 2003, 2004, 2006, 2007                   |
| Ekranas Panevėžys  | 7          | 4             | 5              | 1992–93, 2005, 2008, 2009, 2010, 2011, 2012                      |
| Sūduva Marijampolė | 3          | 4             | 5              | 2017, 2018, 2019                                                 |
| Kareda Šiauliai†   | 2          | 2             | -              | 1996–97, 1997–98                                                 |
| Inkaras Kaunas†    | 2          | -             | 1              | 1994–95, 1995–96                                                 |
| Sirijus Klaipėda†  | 1          | -             | 1              | 1990                                                             |
| ROMAR Mažeikiai†   | 1          | -             | 1              | 1993–94                                                          |
| FK Panevėžys       | 1          | -             | 1              | 2023                                                             |

Cluburile care joacă în prezent în A Lyga sunt evidențiate cu Aldine. 

† - Cluburi defuncte.

## Cel mai bun marcator
| Player name          | Goals | Clubs                                                                         |
| -------------------- | ----- | ----------------------------------------------------------------------------- |
| Povilas Luksys       | 192   | Alsa Vilnius, FK Ekranas, FK Sūduva                                           |
| Ricardas Beniusis    | 171   | Inkaras Kaunas, Atlantas Klaipeda, FBK Kaunas, FK Sūduva, FK Kruoja Pakruojis |
| Remigijus Pocius     | 163   | ROMAR Mažeikiai, FK Kareda, FBK Kaunas                                        |
| Andrius Velicka      | 136   | FBK Kaunas, FK Ekranas, FK Žalgiris, FK Kauno Žalgiris                        |
| Tomas Radzinevicius  | 120   | FK Sūduva                                                                     |
| Darius Maciulevicius | 114   | FK Inkaras Kaunas, FBK Kaunas, FC Vilnius, FK Sūduva                          |
| Arturas Rimkevicius  | 109   | FBK Kaunas, FK Silute, FK Ekranas, FK Šiauliai, FC Stumbras                   |
| Eimanatas Poderis    | 108   | Inkaras Kaunas, FBK Kaunas                                                    |
| Igoris Morinas       | 104   | FK Panerys Vilnius, FK Žalgiris, FK Kruoja Pakruojis                          |
| Mantas Savenas       | 103   | FK Ekranas                                                                    |

## Cele mai multe apariții
| Numele jucătorului  | Apariții | Cluburi                                                                         |
| ------------------- | -------- | ------------------------------------------------------------------------------- |
| Robertas Vėževičius | 412      | FK Vėtra, FC Šiauliai, FK Kruoja, FC Stumbras, FK Atlantas, FK Suduva, FK Banga |
| Vaidas Slavickas    | 381      | FK Ekranas, FK Suduva                                                           |